# Michael Carreras
Michael Carreras (London, 1927. december 21. – London, 1994. április 19.) angol producer, filmrendező, akit elsősorban horrorfilmjei és thrillerei tette ismertté.
Édesapja Sir James Carreras szintén filmrendező volt, ő alapította a brit Hammer Film Productions filmvállalatot, amely elsősorban sci-fik, thrillerek, krimik és horror rendezésével foglalkozik napjainkban is. 1957-ben sikert aratott A Frankenstein átka c. produkciója, 1958-ban a Drakula, valamint A vérfarkas átka. 1961-ben olasz, amerikai és spanyol közreműködéssel forgatta a The Savage Guns c. vadnyugati filmet. Az ötlet, hogy olasz közreműködést vegyen igénybe onnan jött, hogy két évvel ezelőtt már Olaszországban készítettek egy westernfilmet, amely egyszerű próba volt és nem több. Viszont Carreras ezzel a gyökeresen eltérő westernnel, melyben nagyobb az erőszak, nyomasztó, keserű és kietlen, kopár a világ, megteremtette a spagettiwestern alapját. Bár több westernt nem készített, de ezt követően az olaszországi rendezők belefogtak az új műfajba, ám Sergio Leone dollár-trilógiájáig egyik sem ért el nemzetközi sikert, s nem volt túl nagy a nézettsége.
1979 után felhagyott a filmes szakmával. Utolsó alkotása a Londoni randevú c. kalandfilm volt.